# José Manuel Soares
José Manuel Soares (Lisabon, 30. siječnja 1908., - 1930.), poznat i kao Pepe, portugalski nogometaš. 
Za vrijeme svoje kratke karijere, igrao je kao napadač za Belenenses, i smatralo ga se od strane mnogih da je on najbolji portugalski igrač.
16. ožujka 1927. u dobi od 19 godina, zaigrao je svoju prvu utakmicu u Lisabonu za Portugal, u njenoj pobjedi od 4:0 nad Francuskom. Pepe je postigao dva pogotka. 
Ukupno je odigrao 14 utakmica za Portugal, postigavši 7 pogodaka. Sudjelovao je i na OI 1928. u Amsterdamu, nastupajući na nogometnom turniru u portugalskom prvom nastupu na međunarodnom natjecanju. Portugal je, nakon pobjede nad Čileom od 4:2, Jugoslavijom od 2:1, izgubio od Egipta s 1:2 u četvrtzavršnici. Egipat je kasnije izgubio od Italije u susretu za brončano odličje, rezultatom 3:11. Pepeov zadnji nastup za reprezentaciju je bio u Portu 23. veljače 1930. godine, u pobjedi od 2:0 nad Francuskom.
1930. godine, Pepe je umro od - trovanja hranom. Imao je samo 22 godine. Stari stadion Salésias u Lisabonu je imenovan njemu u čast, a pred ulazom u Belenensesov stadion Restelo stoji njegov kip.